# 4864 Nimoy
4864 Nimoy è un asteroide della fascia principale. Scoperto nel 1988, presenta un'orbita caratterizzata da un semiasse maggiore pari a 2,4694128 au e da un'eccentricità di 0,1765861, inclinata di 3,61892° rispetto all'eclittica.
L'asteroide è dedicato all'attore statunitense Leonard Nimoy.